# Michał Cieślak (bokser)
Michał Cieślak (19 kwietnia 1989 w Radomiu) – polski bokser wagi junior ciężkiej. Były mistrz Europy w tej kategorii wagowej. Aktualny tymczasowy mistrz świata federacji WBC. 

## Kariera amatorska
Jako amator wychowanek BTS Broni Radom stoczył  112 walk, z tego 90 wygrał, 2 remisował, 20 przegrał. 2012 i 2013 zdobył srebrny medal na Mistrzostwach Polski Seniorów oraz  Młodzieżowe Mistrzostwo Polski (kat. 91 kg) w 2012.

## Kariera zawodowa
Pięściarz grupy Babilon Promotion, trenowany przez Andrzeja Gmitruka, Adama Jabłońskiego i Rafała Wojdę.
Zadebiutował na zawodowym ringu 29 czerwca 2013 w Ostródzie, wygrywając jednogłośnie na punkty  39:36, 39:36 i 39:36 w czterorundowym pojedynku z Łukaszem Zygmuntem (1-0-0).  Następnie  pokonał jednogłośnie na punkty w czterorundowych pojedynkach, 19 października 2013 w Wieliczce Łukasza Rusiewicza (14-15-0) oraz  9 listopada 2013 w Ełku Francuza  Mathieu′a Monniera (5-4-0) .
W swoich trzech kolejnych zawodowych, sześciorundowych walkach pokonał przez techniczny nokaut po dwóch rundach. 22 grudnia 2013 w Radomiu Węgra Ferenca Zsaleka (12-38-3), 26 kwietnia 2014 w Legionowie Artura Binkowskiego (16-4-3) oraz 31 maja 2014 w Lublinie Andrzeja Witkowskiego (9-9-1).
19 września 2014 na gali Roko Boxing Night Cieślak w radomskiej hali MOSiR, po sześciu rundach pokonał jednogłośnie na punkty 60:54, 60:54 i 60:55 Belga arabskiego pochodzenia, Ismaila Abdoula (54-30-2, 20 KO).
27 czerwca 2015 w Krynicy, pokonał przez techniczny nokaut ósmej rundzie Francuza Antoine Boya (6-8-1, 1 KO).
22 sierpnia 2015 w Międzyzdrojach, znokautował w pierwszej rundzie Fina Jarno Rosberga (18-2-1, 8 KO).
26 sierpnia w łódzkiej Atlas Arenie, po zaledwie jednej minucie i dwudziestu czterech sekundach znokautował pochodzącego z Barbadosu Shawna Coxa (18-7-0).
2 kwietnia 2016 w krakowskiej Tauron Arenie, pokonał przez techniczny nokaut czwartej rundzie Portorykańczyka Francisco Palaciosa (23-4, 14 KO).
28 maja 2016 w Szczecinie, pokonał przez techniczny nokaut w dziewiątej rundzie Rosjanina  Aleksandra Kubicza (9-1, 6 KO).
10 grudnia 2016 roku we Wrocławiu, zmierzył się z Nikodemem Jeżewskim (12-0-1, 7 KO). Wygrał przez TKO w trzeciej rundzie, ale walka została uznana za nieodbytą, z powodu wykrycia w jego organizmie niedozwolonych środków.  
1 marca 2019 w Legionowie, pokonał Youri Kalengę (24-6, 17 KO), po siódmej rundzie Francuz zdecydował się pozostać w swoim narożniku.
24 czerwca 2022 roku w Kielcach, doszło do jego walki na dystansie dziesięciu rund z Enrico Koellingiem. Zwyciężył przez techniczny nokaut w pierwszej rundzie.

### Walka o pas międzynarodowego mistrza Polski
31 maja 2019 na gali Babilon MMA 8: Babilon Fight Night 1 w Pruszkowie, pokonał przez TKO w drugiej rundzie Olanrewaju'a Durodolę (29-7, 27 KO). Stawką pojedynku był pas międzynarodowego mistrza Polski w kategorii junior ciężkiej. 

### Walka o mistrzostwo świata WBC
31 stycznia 2020 przystąpił do pierwszej walki o zawodowe mistrzostwo świata w swojej karierze. W pojedynku o pas WBC zmierzył się w Kinszasie z Ilungą Makabu (27-2, 24 KO). Przegrał jednogłośnie na punkty (112-114, 111-116, 111-115).
14 maja 2021 podczas gali Polsat Boxing Night 10 w Warszawie, wygrał przez TKO w pierwszej rundzie z Jurijem Kaszińskim (20-2, 18 KO) w eliminatorze IBF.

### Walka o mistrzostwo świata WBO
27 lutego 2022 w O2 Arenie w Londynie, po raz drugi stanął do walki o tytuł zawodowego mistrza świata. Przegrał jednogłośnie na punkty (110-117, 111-116, 112-115) pojedynek z Lawrence’em Okoliem, dzięki czemu Brytyjczyk zachował pas mistrzowski federacji WBO.

### Walka o pas mistrza Europy
22 kwietnia 2023 w G2A Arenie w Rzeszowie, zdobył wakujący tytuł mistrza Europy wagi junior ciężkiej, pokonując przez nokaut w czwartej rundzie Francuza Dylana Bregeona (12-2-1, 3 KO).

### Obrony tytułu mistrza Europy i dalsze walki
W listopadzie Cieślak stanął do pierwszej obrony tytułu mistrza Europy w wadze junior ciężkiej. Jego rywalem w walce o pas EBU był Irlandczyk, Tommy McCarthy, który był jego posiadaczem w latach 2020-21. Zwyciężył przez TKO w siódmej rundzie, kiedy to z narożnika Irlandczyka poleciał ręcznik i sędzia przerwał walkę. Pojedynek ten był walką wieczoru gali Knockout Boxing Night 31 w Nosalowym Dworze w Zakopanem. 
20 kwietnia 2024 podczas wydarzenia KnockOut Boxing Night 34 we Wrocławiu, stoczył walkę z Juanem Diazem. Zwyciężył przez TKO w czwartej rundzie. 
26 października 2024 na gali KnockOut Boxing Night 36, zmierzył się z Felixem Valerą. Walka zakończyła się po dwóch rundach na korzyść Cieślaka, gdyż reprezentant Dominikany nie wyszedł do trzeciej odsłony. 

### Walka o tymczasowe mistrzostwo świata WBC
28 czerwca 2025 w Kanadzie, zawalczył z Jeanem Pascalem o tymczasowy pas mistrzowski WBC wagi junior ciężkiej. Zwyciężył przez TKO w czwartej rundzie, zdobywając tytuł. 

## Lista walk zawodowych
| Wynik      | Bilans     | Przeciwnik (bilans przed walką) | Rozstrzygnięcie | Runda, czas  | Data                 | Miejsce                              | Uwagi                                                                                           |
| ---------- | ---------- | ------------------------------- | --------------- | ------------ | -------------------- | ------------------------------------ | ----------------------------------------------------------------------------------------------- |
| Zwycięstwo | 28-2, 1NC  | Jean Pascal (37-7-1. 1NC)       | TKO             | 4 (12)       | 28 czerwca 2025      | Place Bell, Laval                    | Zdobył tymczasowy pas mistrza świata WBC wagi junior ciężkiej.                                  |
| Zwycięstwo | 27-2, 1NC  | Felix Valera (23-6 KO)          | TKO             | 3 (10), 0:04 | 26 października 2024 | Nosalowy Dwór, Zakopane              |                                                                                                 |
| Zwycięstwo | 26-2, 1NC  | Juan Diaz (10-0)                | TKO             | 4 (8), 0:01  | 20 kwietnia 2024     | KGHM Sleza Arena, Wrocław            |                                                                                                 |
| Zwycięstwo | 25-2, 1NC  | Tommy McCarthy (20-4)           | TKO             | 7 (12), 1:05 | 4 listopada 2023     | Nosalowy Dwór Resort & SPA, Zakopane | Obronił pas mistrza Europy wagi junior ciężkiej.                                                |
| Zwycięstwo | 24-2, 1 NC | Dylan Bregeon (12-2-1)          | KO              | 4 (12), 2:59 | 22 kwietnia 2023     | G2A Arena, Rzeszów                   | Zdobył wakujący pas mistrza Europy wagi junior ciężkiej.                                        |
| Zwycięstwo | 23-2, 1 NC | Krzysztof Twardowski (9-3)      | TKO             | 5 (10), 2:01 | 1 października 2022  | Lublin                               | Zdobył pas mistrza Polski w wadze junior ciężkiej.                                              |
| Zwycięstwo | 22-2, 1NC  | Enrico Koelling (28-5)          | TKO             | 1 (10), 2:00 | 24 czerwca 2022      | Kielce                               |                                                                                                 |
| Porażka    | 21-2. 1 NC | Lawrence Okolie (17-0)          | UD              | 12           | 27 lutego 2022       | Londyn                               | Przegrany pojedynek o pas WBO w wadze junior ciężkiej.                                          |
| Zwycięstwo | 21-1. 1 NC | Jurij Kaszinski (20-1)          | TKO             | 1 (12), 1:53 | 14 maja 2021         | Warszawa                             | Eliminator do walki o pas mistrzowski IBF w wadze junior ciężkiej.                              |
| Zwycięstwo | 20-1. 1 NC | Taylor Mabika (24-6-2)          | TKO             | 6 (10), 0:45 | 5 grudnia 2020       | Warszawa                             |                                                                                                 |
| Porażka    | 19-1. 1 NC | Ilunga Makabu (27-2)            | UD              | 12           | 31 stycznia 2020     | Kinszasa                             | Pojedynek o pas mistrzowski WBC w wadze junior ciężkiej.                                        |
| Zwycięstwo | 19-0. 1 NC | Olanrewaju Durodola (29-6)      | TKO             | 2 (10), 1:56 | 31 maja 2019         | Pruszków                             | Debiut w Babilon Promtions. Zdobył pas międzynarodowego mistrza Polski w wadze junior ciężkiej. |
| Zwycięstwo | 18-0. 1 NC | Youri Kalenga (24-5)            | TKO             | 7 (8), 3:00  | 1 marca 2019         | Legionowo                            |                                                                                                 |
| Zwycięstwo | 17-0. 1 NC | Dusan Krstin (8-9)              | RTD             | 5 (8), 3:00  | 16 czerwca 2018      | Hala Torwar, Warszawa                |                                                                                                 |
| Zwycięstwo | 16-0. 1 NC | Siergiej Radczenko (6-1)        | UD              | 8            | 2 czerwca 2018       | Hala "Arena", Legionowo              |                                                                                                 |
| Zwycięstwo | 15-0. 1 NC | Ivica Bacurin (28-12-1)         | UD              | 8            | 21 października 2017 | Kopalnia Soli, Wieliczka             |                                                                                                 |
| No contest | 14-0. 1 NC | Nikodem Jeżewski (12-0-1)       | No Contest      | 3 (10) 2:02  | 10 grudnia 2016      | Hala Orbita, Wrocław                 | Zmiana werdyktu, pierwszy wynik zwycięstwo przez TKO (techniczny nokaut).                       |
| Zwycięstwo | 14-0       | Giulan Ilie (21-10-2)           | TKO             | 2 (8), 2:45  | 17 września 2016     | Ergo Arena, Gdańsk                   |                                                                                                 |
| Zwycięstwo | 13 -0      | Alexander Kubich (9-0)          | TKO             | 9 (10), 0:49 | 28 maja 2016         | Arena Szczecin, Szczecin             |                                                                                                 |
| Zwycięstwo | 12 -0      | Francisco Palacios (23-3-0)     | TKO             | 4 (10), 1:56 | 2 kwietnia 2016      | Tauron Arena Kraków, Kraków          |                                                                                                 |
| Zwycięstwo | 11 -0      | Hamza Wandera (18-8-3)          | TKO             | 2 (8), 2:59  | 27 listopada 2015    | Hala na Podpromiu, Rzeszów           |                                                                                                 |
| Zwycięstwo | 10 -0      | Shawn Cox (18-7-0)              | KO              | 1 (8), 1:24  | 26 września 2015     | Atlas Arena, Łódź                    |                                                                                                 |
| Zwycięstwo | 9-0        | Jarno Rosberg (18-1-1)          | KO              | 1 (10), 1:46 | 22 sierpnia 2015     | Amfiteatr, Międzyzdroje              |                                                                                                 |
| Zwycięstwo | 8-0        | Antoine Boya (6-7-1)            | TKO             | 8 (8), 2:41  | 26 czerwca 2015      | Krynica                              |                                                                                                 |
| Zwycięstwo | 7-0        | Ismail Abdoul (54-30-2)         | UD              | 6            | 19 września 2014     | Hala MOSiR-u, Radom                  |                                                                                                 |
| Zwycięstwo | 6-0        | Andrzej Witkowski (9-9-1)       | TKO             | 2 (6), 1:58  | 31 maja 2014         | Hala "Globus", Lublin                |                                                                                                 |
| Zwycięstwo | 5-0        | Artur Binkowski (16-4-3)        | TKO             | 2 (6), 1:27  | 26 kwietnia 2014     | Hala "Arena", Legionowo              |                                                                                                 |
| Zwycięstwo | 4-0        | Ferenc Zsalek (12-38-3)         | TKO             | 2 (6), 2:50  | 22 grudnia 2013      | Hala MOSiR-u, Radom                  |                                                                                                 |
| Zwycięstwo | 3-0        | Mathieu Monnier (5-4-0)         | UD              | 4            | 9 listopada 2013     | Ełk                                  |                                                                                                 |
| Zwycięstwo | 2-0        | Łukasz Rusiewicz (14-15-0)      | UD              | 4            | 19 października 2013 | Kopalnia Soli, Wieliczka             |                                                                                                 |
| Zwycięstwo | 1-0        | Łukasz Zygmunt (1-0-0)          | UD              | 4            | 29 czerwca 2013      | Amfiteatr, Ostróda                   |                                                                                                 |

TKO – techniczny nokaut, KO – nokaut, UD – jednogłośna decyzja, SD- niejednogłośna decyzja, MD – decyzja większości, PTS – walka zakończona na punkty, DQ – dyskwalifikacja